# Lea Rutz
Lea Rutz (25 de enero de 1995) es una deportista suiza que compite en ciclismo de montaña en la disciplina de descenso. Ganó una medalla de bronce en el Campeonato Europeo de Ciclismo de Montaña de 2016.

## Palmarés internacional
| Campeonato Europeo | Campeonato Europeo | Campeonato Europeo | Campeonato Europeo |
| Año                | Lugar              | Medalla            | Competición        |
| ------------------ | ------------------ | ------------------ | ------------------ |
| 2016               | Wisła (Polonia)    | Medalla de bronce  | Descenso           |